# Евриала
Евриала в древногръцката митология е:
1. Една от трите сестри горгони – крилати жени – чудовища със змии вместо коси. Дъщери на Форкис и Кето. Евриала и сестра ѝ Стено били безсмъртни, за разлика от Медуза, която е убита от Персей.
2. Майката на Орион от Посейдон.